# 린둬
린둬(임탁, 중국어 간체자: 林铎, 정체자: 林鐸, 1956년 3월 ~ )는 중화인민공화국의 정치인이다. 한족 남성으로, 산둥성 허쩌시 사람이다. 1974년 12월에 직무를 시작하였고, 1975년 10월에 중국 공산당에 가입하였다. 중공중앙당교(中共中央党校)에서 법학을 전공하였고, 최종 학력은 중앙당교의 연구생이며 이후 정공사(政工师)가 되었다. 제18기 중공중앙후보위원, 제19기 중공중앙위원으로 선출되었고, 간쑤성 인민정부 성장에 취임하였다. 현재 간쑤성 위원회 서기이자 성인대상위회(省人大常委會) 주임이다.
| 전임 왕싼윈 | 간쑤성 당위원회 서기 2017년 4월 ~ 2021년 3월 | 후임 인훙 |